# Skatbank-Arena
Skatbank-Arena – wielofunkcyjny stadion w Altenburgu, w Niemczech. Został otwarty 16 czerwca 1957 roku. Może pomieścić 25 000 widzów. Swoje spotkania rozgrywają na nim piłkarze klubu SV Motor Altenburg.
Obiekt został wybudowany w latach 1950–1957 i uroczyście otwarty 16 czerwca 1957 roku. Stadion powstał obok starego stadionu, otwartego w 1924 roku. 1 maja 1963 roku na obiekcie rozegrano finał piłkarskiego Pucharu NRD (Motor Zwickau – Chemie Zeitz 3:0). Dwa razy obiekt gościł też po jednym spotkaniu grupowym Turnieju Juniorów UEFA, w latach 1969 (22 maja: RFN – Hiszpania 2:1) i 1980 (20 maja: Anglia – Jugosławia 2:0). Pierwotnie stadion nazwany był imieniem Włodzimierza Lenina (Leninstadion), po zjednoczeniu Niemiec został przemianowany na Stadion Leśny (Waldstadion), a w 2009 roku, w związku z umową sponsorską, zmieniono jego nazwę na Skatbank-Arena. Gospodarzem stadionu od początku jego istnienia jest klub piłkarski SV Motor Altenburg. Obiekt może pomieścić 25 000 widzów, co czyni go największym pojemnościowo stadionem w Turyngii.